# Elies Ècdic
Elies Ècdic (en llatí Elias Ecdicus, en grec Ἠλίας Ἔκδικος), fou un escriptor grec d'època desconeguda. El seu renom (Ἔκδικος, "el defensor") derivava del seu ofici eclesiàstic.
Va escriure un llibre sobre la vida ascètica que es conserva a l'antiga Biblioteca Imperial de Viena i la Biblioteca Reial de París i que porta el nom de Πηγὴ ναίουσα. A la Biblioteca Reial de París hi ha un manuscrit amb el títol de Florilegium que diu que va ser escrit per Helias, Presbyter et Defensor.